# Эксплорер-6
«Эксплорер-6» (англ. Explorer 6, Explorer S-2) — американский спутник для исследования Земли и околоземного пространства. С него впервые был передан фотоснимок Земли с орбиты.

## Конструкция

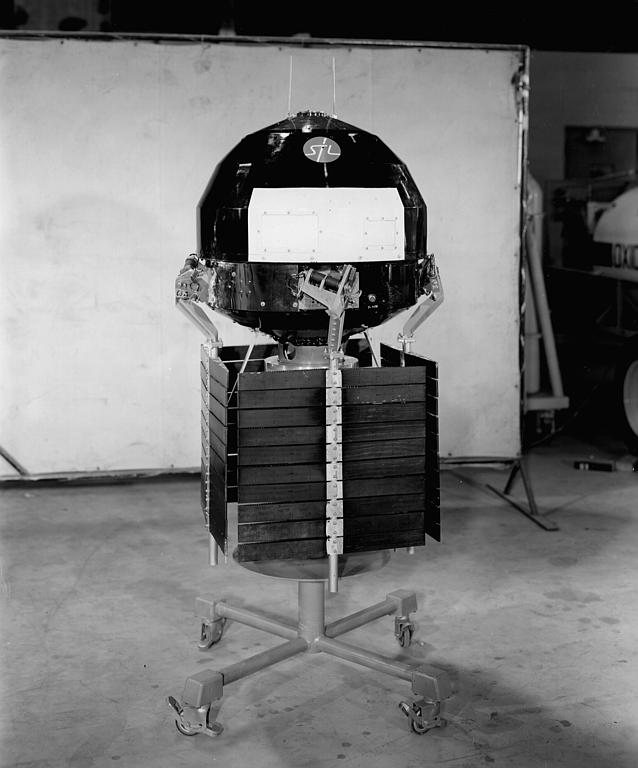
«Эксплорер-6», подготовленный для установки на ракету-носитель

«Эксплорер-6» имел сфероидальную форму с четырьмя лопастями солнечных батарей. Стабилизация спутника осуществлялась вращением со скоростью 2,8 оборота в секунду.
Каждый прибор, кроме телевизионного сканера, имел два выхода — аналоговый и цифровой. Два МВ-передатчика передавали аналоговый сигнал, а один ДМВ-передатчик использовался для цифрового и телевизионного сигнала. МВ-передатчики работали непрерывно, а ДМВ — передавал сигнал лишь несколько часов в день.
Научное оборудование спутника было предназначено для изучения захваченного излучения различных энергий, галактических космических лучей, геомагнетизма, распространения радиоволн в верхних слоях атмосферы, и потока микрометеоритов. Кроме того, тестировалась экспериментальная телевизионная камера для съёмки облачного покрова Земли.
Оптический сканер «Эксплорера-6» был усовершенствованной версией прибора, применённого на «Пионере-4». Сканер состоял из вогнутого сферического зеркала, фототранзистора, таймера, логических схем и телеметрии. Оптическая ось сканера была направлена под углом в 45 градусов к плоскости вращения, которая была параллельна плоскости орбиты. Вращение аппарата формировала линию сканирования, которая перемещалась вместе с движением аппарата по орбите. Фотографии могли быть получены лишь тогда, когда соседние линии сканирования перекрывались, что выполнялось далеко не в каждой точке орбиты. Например, в апогее фотографии не могли быть получены.

## Полёт и его результаты

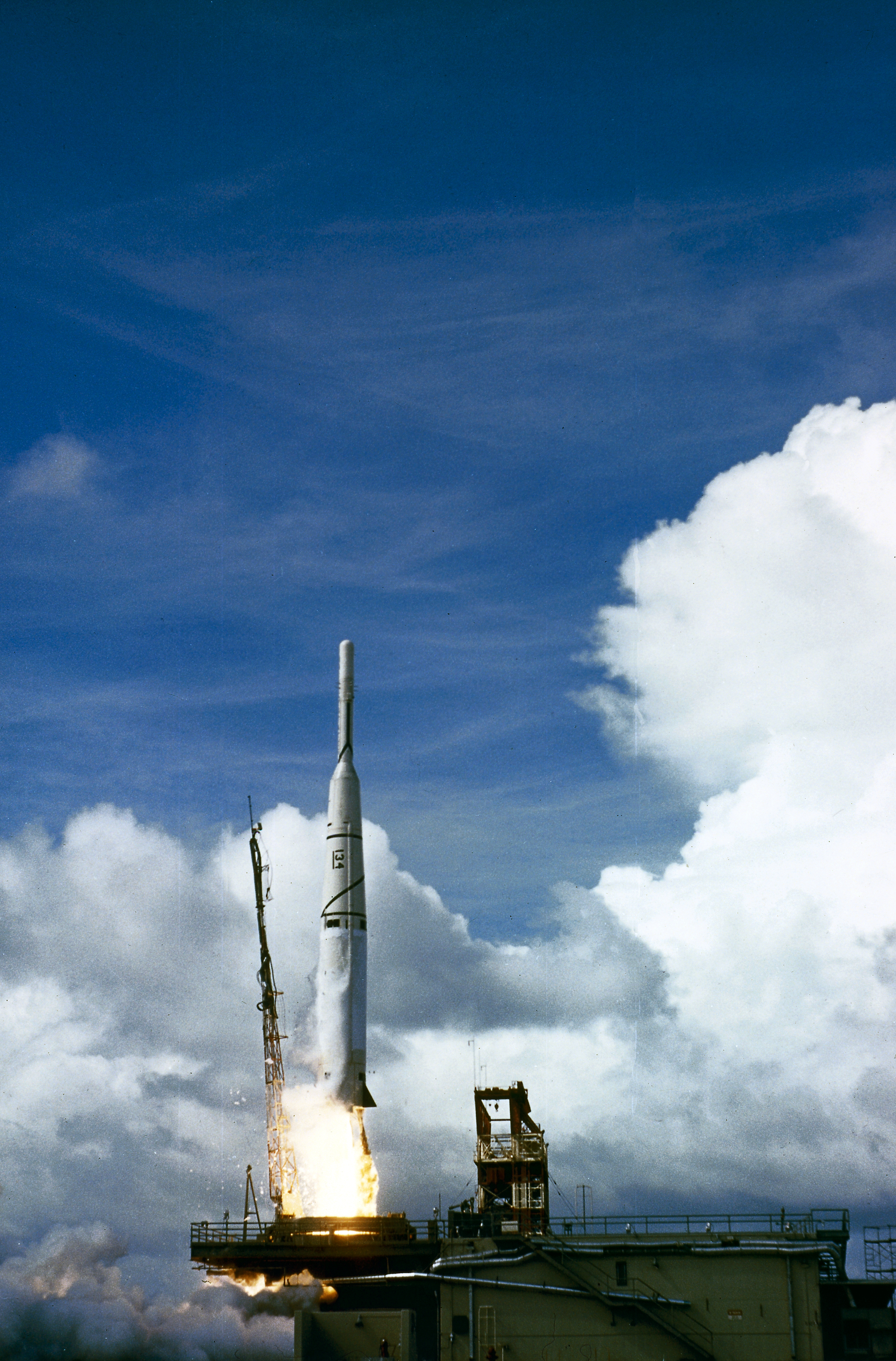
Запуск «Эксплорера-6» ракетой «Тор-Эйбл»

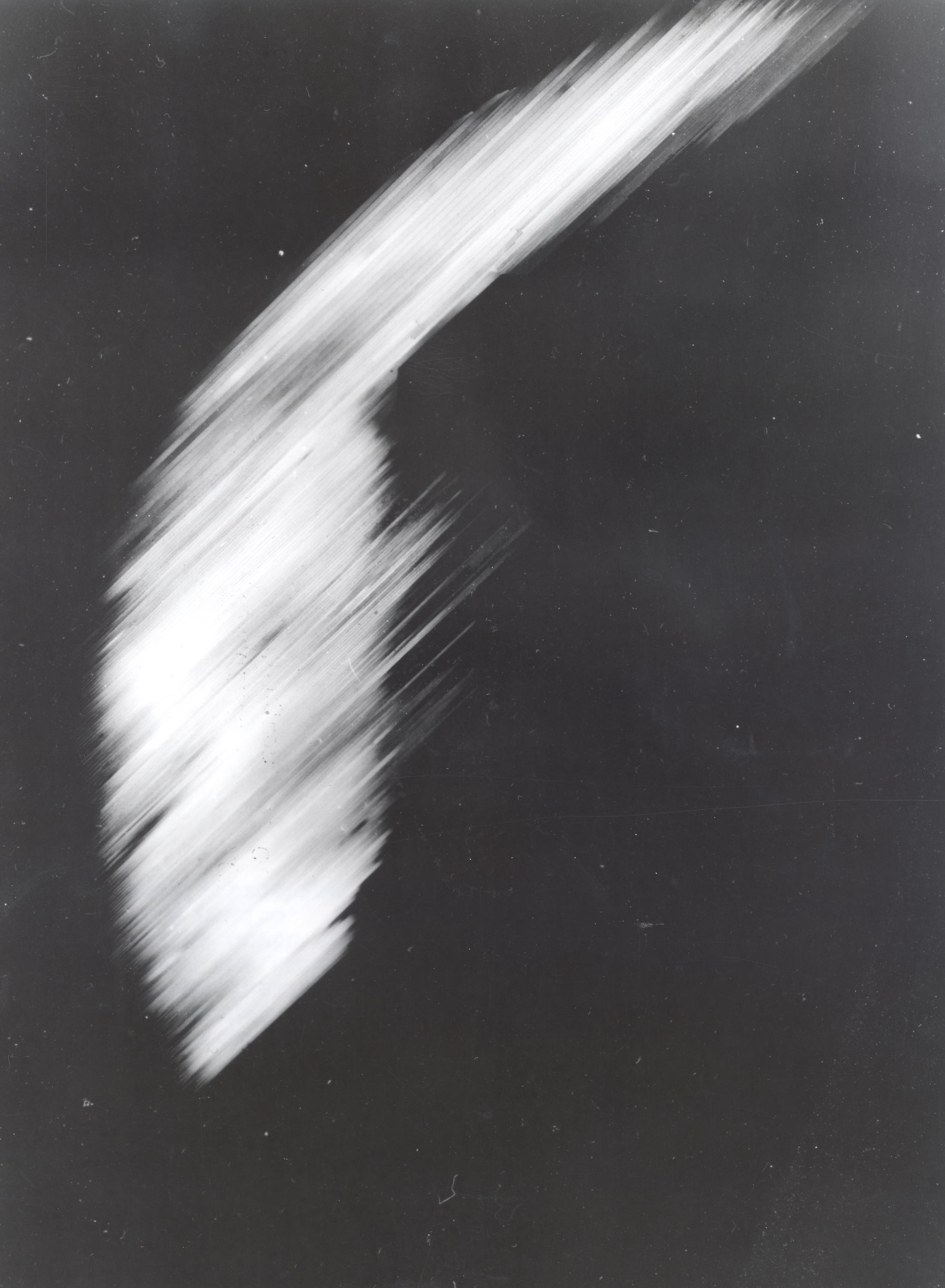
Первая фотография Земли, сделанная пролетавшим над Мексикой «Эксплорером-6» с высоты 27 000 км 14 августа 1959 года. Изображена часть Тихого океана, частично скрытого за освещёнными Солнцем облаками

Спутник был успешно выведен ракетой «Тор-Эйбл» на высокую эллиптическую орбиту с апогеем в 42 тысяч км. Во время развёртывания спутника на орбите раскрылось только три из четырёх солнечных батарей. Общее электроснабжение составило 63 % от планируемого номинала, и со временем оно только уменьшалось. Неполадки с электроснабжением привели к более низкому отношению сигнал/шум, что негативно сказалось на точности большинства данных, особенно в апогее. 11 сентября 1959 года один из МВ-передатчиков вышел из строя. Последний контакт со спутником был установлен 6 октября 1959 года, когда ток солнечных батарей упал ниже требуемого значения для поддержания работоспособности оборудования спутника.
В конце 1959 года «Эксплорер-6» был использован в качестве мишени для испытаний противоспутниковой ракеты Bold Orion. Спутник был условно перехвачен (ракета прошла на расстоянии в 6,4 километра от спутника), испытания были признаны успешными.
«Эксплорер-6» сошёл с орбиты и сгорел в атмосфере 1 июля 1961 года. Всего за время полёта на Землю было передано 827 часов аналоговых данных и 23 часа цифровых. Впервые в мире была сделана и передана фотография Земли с аппарата, находящегося на орбите (первые снимки Земли из космоса были выполнены 24 октября 1946 года во время суборбитального полёта ракеты Фау-2, запущенной США  с полигона Уайт Сандс Мессил). Кроме того, сильно вытянутая орбита позволила измерить параметры земного магнитного поля на большом удалении.